# ジャイアント・マニュファクチャリング

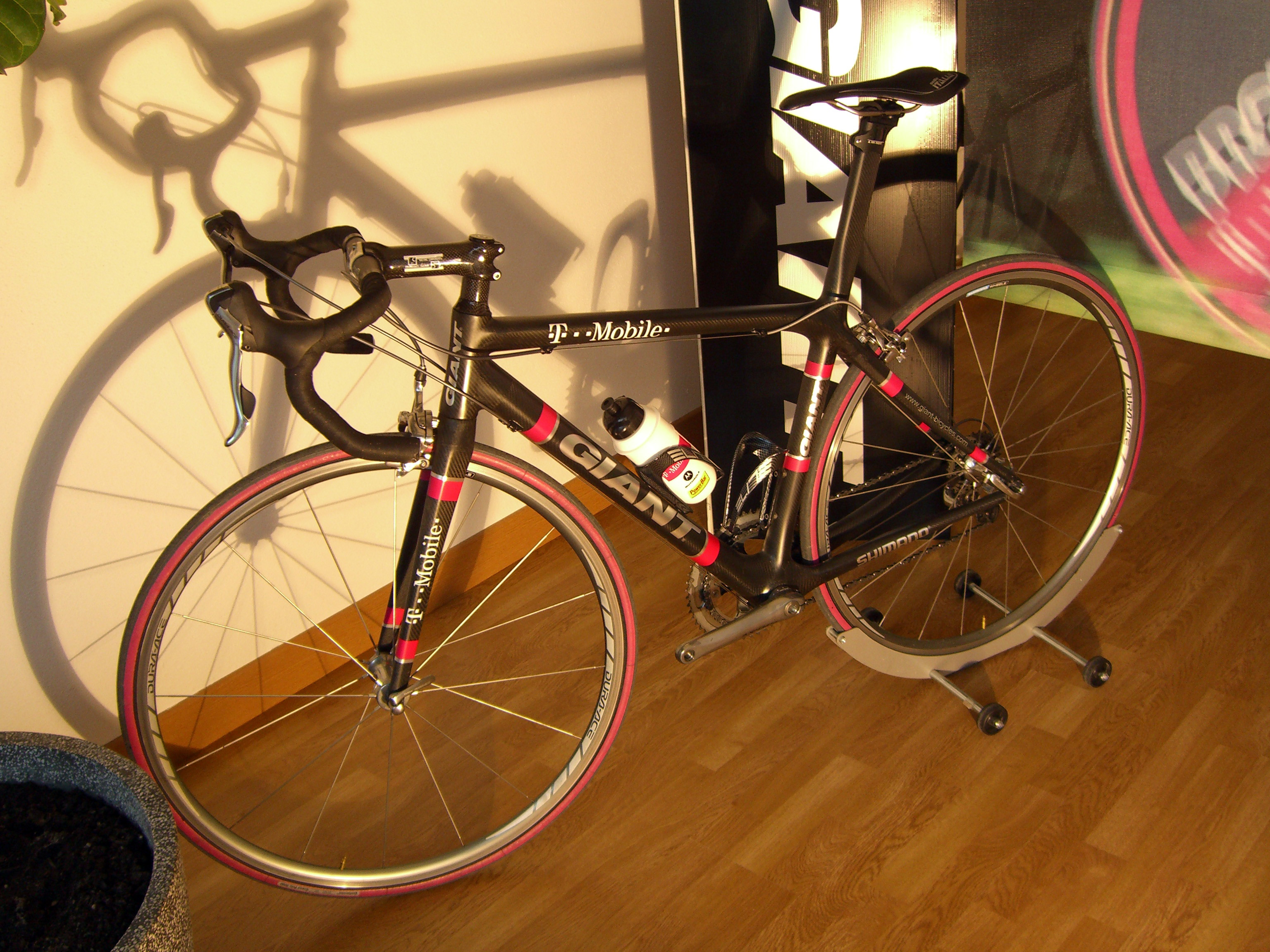
アレクサンドル・ヴィノクロフ選手が ツール・ド・フランス2005で使用したジャイアントのロードバイク

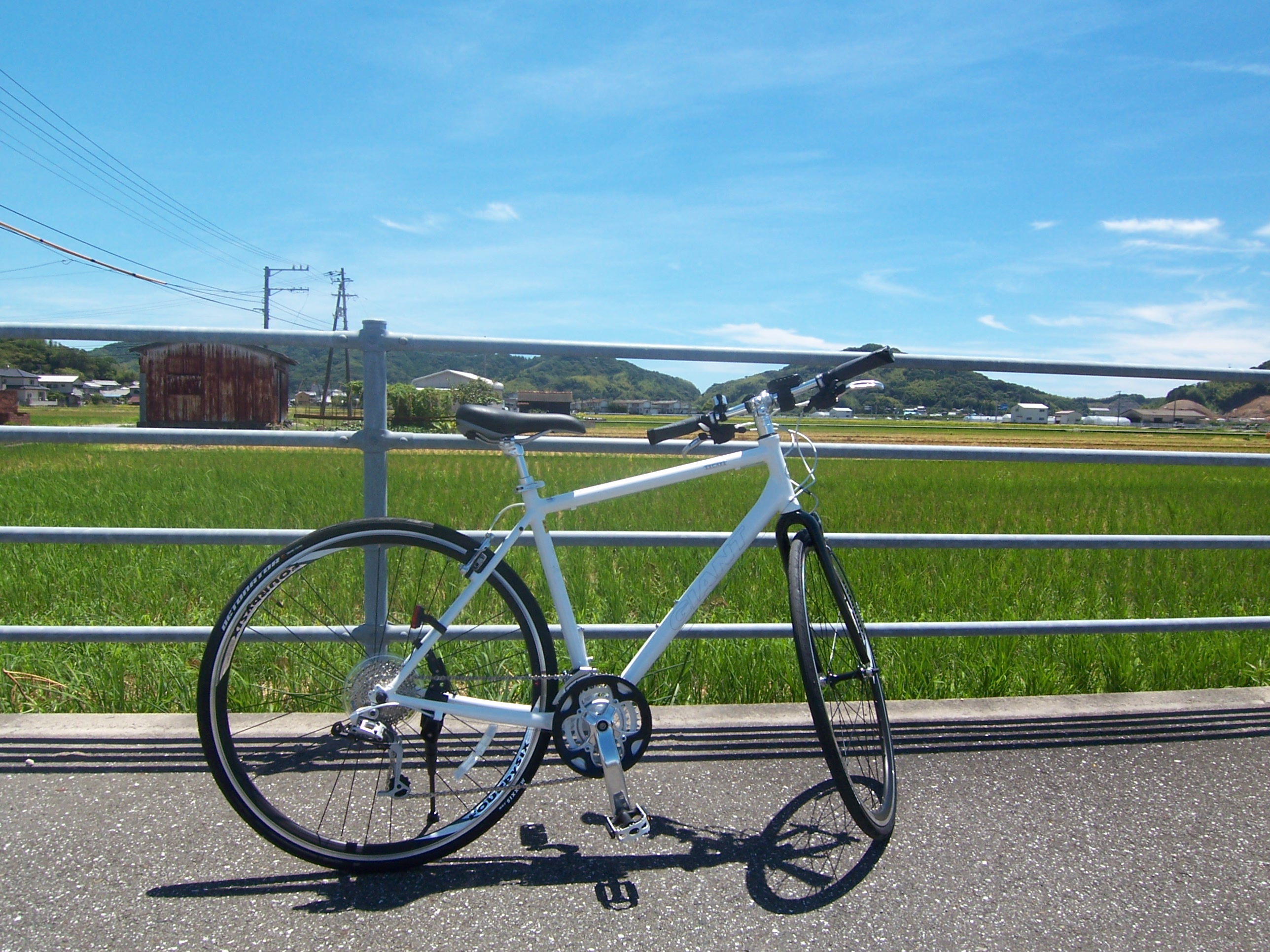
クロスバイクの "Escape R2" （2008年モデル）

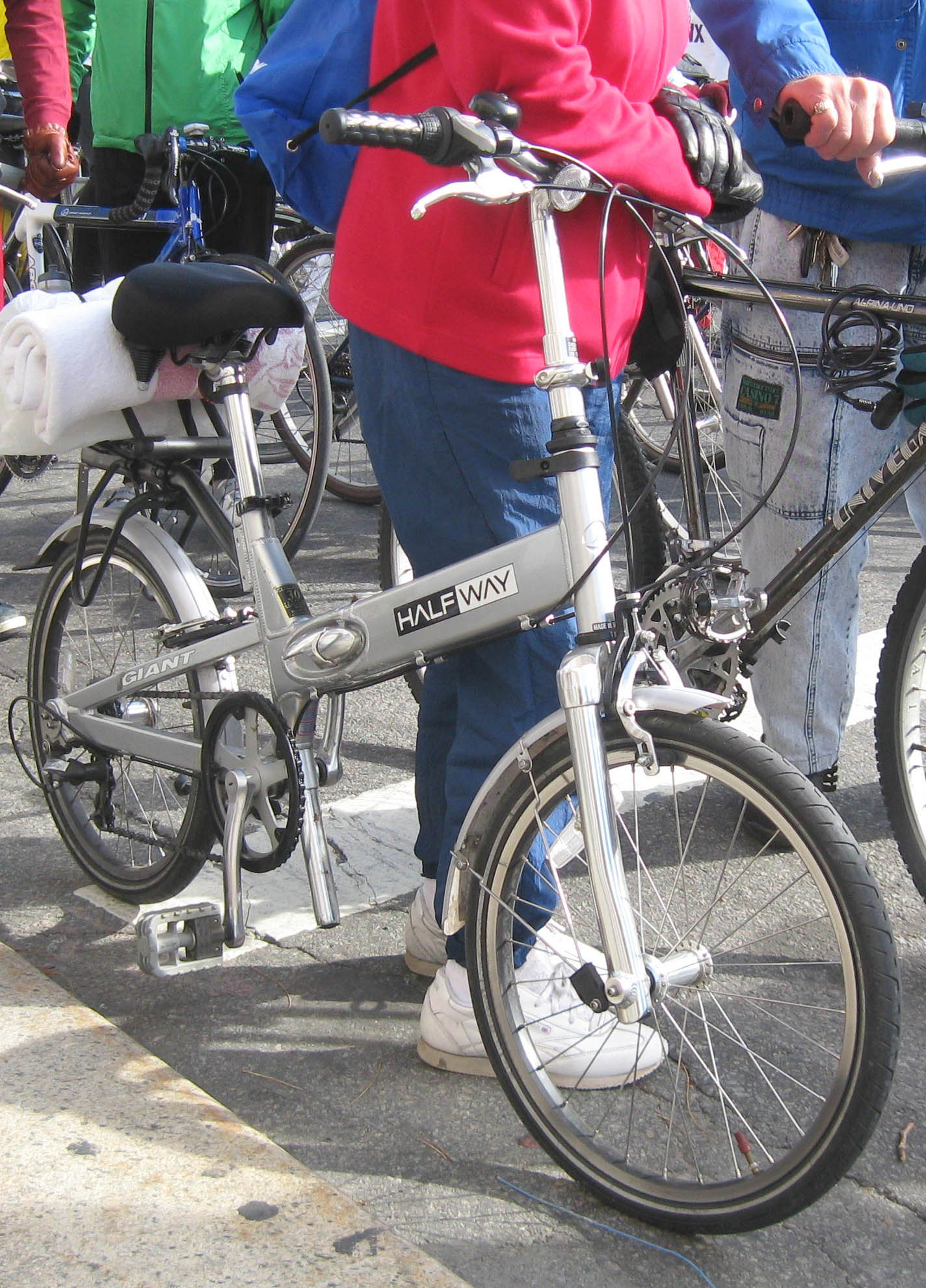
折り畳み自転車 "Halfway" （ハーフウェイ）

ジャイアント・マニュファクチャリング（繁体字中国語: 巨大機械工業股份有限公司、英語: Giant Manufacturing）は、1972年に台湾で設立された自転車製造メーカーである。中国語表記での捷安特は1981年から同社製品に採用されている自社ブランド名。

## 概要
劉金標（King Liu）は、ウナギの養殖業を営んでいたが、1971年、彼の養殖施設は自然災害で壊滅的被害をこうむった。明くる1972年、起死回生の一策として転進したのが自転車部品製造業であった。
当初はOEM生産のみで年間生産台数も2000台に満たず、何度も倒産の危機に見舞われていた。しかしその後、アメリカの大手メーカーであるシュウィン・バイシクル・カンパニーの下請けに参画したことで大きく飛躍を遂げ、多数のメーカーのOEM生産を手掛けることで技術も蓄積した。
1980年に台湾第1位の自転車製造メーカーとなって以降、1986年にはヨーロッパ、1987年にはアメリカ合衆国に進出。1989年からは日本法人も構えている。生産された自転車のほとんどは国外輸出向けであり、自社ブランドが育った現在でも他社のODM、OEM生産に積極的に携わっている。
本社は台湾の台中市大甲区（旧・大甲鎮）に所在する。主要な生産物は、中・低価格帯のマウンテンバイク、クロスバイク、ロードバイクで、そのほかにも競技用自転車や折り畳み自転車などさまざまな自転車を開発・生産・販売している。また、松下電器、フォード、ルノーと共同で電動アシスト自転車の開発にも携わった。

## 年表
- 1972年：劉金標が、自転車部品製造会社として「巨大機械股份有限公司（ジャイアント・マニュファクチャリング、Giant Manufacturing Co. Ltd. in Taiwan）」を創業する。
- 1978年：ツール・ド・台湾（その前身大会）を創立。
- 1980年：自転車製造業で台湾第1位の年商を達成。
- 1981年：販売会社・台湾捷安特銷售公司 (Giant Sales Company, Taiwan) の設立。
- 1986年：オランダにヨーロッパ支社（歐洲總部、Giant Europe BV）を設立。
- 1987年：アメリカ合衆国支社（美國總部、Giant Bicycle Inc., USA）の設立。
- 1989年：日本に販売会社（日本捷安特銷售公司、Giant Company Ltd., Japan）を設立。
- 1991年
  - カナダに販売会社（加拿大捷安特銷售公司、Giant Bicycle Co., Canada, Inc.）を設立。
  - オーストラリアに販売会社（澳洲銷售公司、Giant Bicycles PTY Ltd., Australia）を設立。
- 1992年：中国に販売会社（中國銷售公司、Giant Co. Ltd., China）を設立。
- 1994年：台湾証券取引所に上場 (TWSE: 9921)。
- 1996年：オランダにヨーロッパ製造工場を創設。ISO 9001認証。
- 1997年
  - 中国江蘇省の崑山市に昆山捷安特輕合金科技有限公司 (Chuansin Metal Products (Kunshan) Co. Ltd., China) を設立。
  - スペインのプロチーム「ONCE」にフレームを供給。レース界においても大きく知名度を伸ばす。
- 1998年度：年間生産台数2,840,000。
- 1998年（平成10年）：日本の自転車関連企業・ホダカの大株主となる（株式保有率30%）。
- 2002年度：年間生産台数4,730,000。
- 2003年：ツール・ド・台湾が開催され、ガデル・ミズバニ率いるジャイアント・アジア・レーシングチーム（英語版） (GNT) が総合優勝（初優勝）を遂げる。
- 2008年：世界初の女性専用自転車ブランド「Liv/Giant」を立ち上げ。
- 2009年：台北市で市政府から委託され公共レンタサイクルYouBikeを試験的に開始。（2012年に正式にスタート）
- 2011年4月5日：東日本大震災が発生した日本に対し、震災復興支援特別仕様車の提供を発表（詳しくは後述）。
- 2014年：｢Liv/Giant」を「Liv」に名称変更。GIANTブランドから切り離し、自転車に乗る女性に対して全てをコーディネイトする女性専用総合自転車ブランドとして独立させる。
- 2015年：YouBikeの受託運営を子会社の微笑単車公司に移管。
- 2017年1月：創業以来の経営トップだった董事長の劉金標と総経理の羅祥安が退任、劉金標の姪でLivブランド創設者の杜綉珍（中国語版）と実子である劉湧昌の2トップ体制に移行した[3]。
- 2019年12月：創業の地大甲を離れ、本拠地を西屯区の中部科学園区（中国語版）台中園区に移転[4]

## 製品
手頃な価格帯の製品に強みを持つが、Tig溶接のアルミフレームやカーボンフレームの製造に関して世界屈指の技術力を持つ。高度に機械化された生産ラインは同社の最大の特徴で、低価格高品質な製品の製造を可能にしている。スローピングフレームと呼ばれる極端にトップチューブの傾いたフレーム設計は同社が開発した技術で、これは世界的に普及し、他社からも多くのスローピングフレームが発売されている。
コンポーネントメーカーのSRAMや、ブレーキのテクトロ (Tektro)、ホイールのフォーミュラ (Formula) などといった台湾の自転車部品メーカーとの繋がりも深く、より一層のコストダウンを可能にしている。
現在では高い技術力を生かしてプロのロードレースにも積極的に進出している。スペインのプロ自転車チームであるオンセ (Once) に対するフレーム供給を皮切りに、ドイツのプロ自転車チームT-モバイルやオランダのプロ自転車チームラボバンク（現・チーム・ロットNL・ユンボ）にフレームを供給。ポーランドのプロ自転車チームCCCチームにフレームを供給していた。現在ではジャイアントの女性向けブランドであるLivが、女性プロサイクリングチームである、Livサイクリングチームにフレーム供給している。また、ODM・OEM生産ではコルナゴなどの低価格な製品の生産も行っている。

## 社会活動

### 被災地援助・復興支援
GIANT ROCK （ジャイアント・ロック） 震災復興支援 特別仕様車
2011年3月11日に日本で発生した東日本大震災の被災地に対する当面の援助と復興のための支援として、ジャイアント・マニュファクチャリングは、被災地で活動する自治体の職員やボランティア向けに、自社のマウンテンバイク「ロック」の塗装を変更するなどした特別仕様車1000台を、修理キットと併せて無償で提供すると発表した（4月5日公表）。初回納入は被災地の地方公共団体を通じてなされ、避難所や仮設住宅、ボランティア統括事務局などに対して4月末ごろに800台が提供された。

### その他
- 2012年4月、愛媛県警に特別仕様車16台（正規用8台、訓練用8台）と警察仕様のヘルメットとグローブ（手袋）を寄贈した[6][7]。